# Molophilus furiosus
Molophilus furiosus är en tvåvingeart som beskrevs av Alexander 1938. Molophilus furiosus ingår i släktet Molophilus och familjen småharkrankar. Inga underarter finns listade i Catalogue of Life.